# Euro1080
Euro1080 war der erste europäische HDTV-Sender und ging am 1. Januar 2004 auf Sendung. Der in Belgien ansässige Sender wurde von dem belgischen Geschäftsmann Gabriel Fehervari gegründet und gehörte dem Unternehmen Alfacam in Lint, das 2013 bankrottging.
Am 1. September 2004 ist der Sender in HD1 umbenannt worden.
Die Bildauflösung betrug 1920 × 1080 Pixel.

## Geschichte
Alfacam war ein auf die Übertragung von Sportereignissen spezialisiertes Produktionsunternehmen.
Gabriel Fehervaris Ziel war u. a., Händler beim Verkauf ihrer HD-fähigen Displays zu unterstützen. Es sollten Konzerte und Sportveranstaltungen frei gesendet werden, die über ganz Europa ohne Sprachprobleme ausgestrahlt werden könnten. Geld sollte der Sender HD2 einbringen, der große Pop- und Rock-Konzerte und Opernaufführungen verschlüsselt an Kinos mit Digitalprojektoren überspielen sollte. Die Betreiber der E-Cinemas sollen das HD-Programm entweder live zeigen oder vom eigenen Server abspielen, auf den die Sendung aufgezeichnet worden wären (gesichert mit digitalem Rechtemanagement). Zusammen mit Barco sollten Kinobetreibern E-Cinema-Komplettpakete inklusive Digital-Projektor für 75.000 € angeboten werden. Zum HD-Bild sollte sowohl beim Main Channel als auch beim Event Channel der entsprechende Sound in Form von digitalem 5.1-Surround-Sound übertragen werden.
Das Handelsgericht von Antwerpen erklärte 2013 die flämische Alfacam für bankrott und bestimmte drei Konkursverwalter.

## Kanäle

### HD1
Bis Anfang 2005 war HD1 unverschlüsselt über Satellit und Kabel in den Netzen von Ish NRW, Iesy Hessen und Kabel BW in Europa zu empfangen. Danach sendete der Kanal in Irdeto codiert. Zur Entschlüsselung wurde eine Smartcard benötigt, welche direkt beim Sender 200 Euro kostete.
Es wurden täglich von 20 bis 24 Uhr Konzerte, Opern und Sportveranstaltungen, die ohne Sprachbarrieren in ganz Europa zu verstehen sind, gesendet. In der verbleibenden Zeit wurden Landschaftsbilder oder Dokumentationen gezeigt.
Meistens läuft eine lange Videoschleife mit diversen 3D-Aufnahmen, nur sporadisch ist eine Live-Sendung in 3D zu beobachten (z. B. von 3DSWITCH.tv aus Italien).

### HD2
Dieser Kanal war zum größten Teil für Kinos, Restaurants und Kneipen bestimmt, allerdings konnten ihn auch Privathaushalte empfangen. Es wurden einige Konzerte unverschlüsselt angeboten. Obwohl HD2 mit derselben Smartcard wie HD1 dekodiert werden konnte, war dieser Kanal als Pay-per-event-Kanal ausgelegt. Das heißt, dass der Zuschauer für das Ereignis, welches er sehen wollte, eine bestimmte Gebühr zahlen musste. HD2 sendete mit HD5 auf Timesharing. War also auf HD2 ein besonderes Ereignis zu sehen, ruhte HD5 und umgekehrt. Der Sender ist nicht mehr via Satellit empfangbar.

### HD5
Dieser Kanal war seit August 2005 auf Sendung. Es wurden Konzerte, Bilder aus dem Weltall und der Tier- und Pflanzenwelt gezeigt. Zusätzlich informierte dieser Kanal über HDTV. Der Sender ist nicht mehr via Satellit empfangbar.

### EXQI
Die Veranstalter von Euro1080 betrieben unter dem Namen EXQI auch einen Radiosender sowie weitere Programme. Der Sender ist nicht mehr via Satellit empfangbar.

## Verbreitungswege
Man konnte früher HD1, HD2 und HD5 über folgende Satelliten empfangen:
- Astra 1D/3A@23.5° in MPEG4, DVB-S, Frequenz: 10.758 MHz, Symbolrate 22.000Mbps, Polarisation: „V“, FEC 7/8
- Sirius 2/3@5°E in MPEG2, DVB-S, Frequenz: 12.245 MHz, Symbolrate 27.500Mbps, Polarisation: „V“, FEC 7/8
- Eutelsat @7°E in MPEG4

Ab 2009 unter 3DSatTV:
- Eutelsat Eurobird 9A auf 9 Grad Ost, 11.747 MHz hor., DVB-S, QPSK, SR 27500, FEC 3/4, MPEG-4